# 짐 러벨
제임스 아서 "짐" 러벨 주니어(영어: James Arthur "Jim" Lovell Jr., 미국식 영어 발음: /ˈlʌvəl/, 1928년 3월 25일~2025년 8월 7일)은 미국의 군인이자 우주비행사이다.
아폴로 13호의 선장을 맡았던 것을 포함하여 4회 우주 비행을 하였으며, 1973년에 은퇴하였다. 1994년에는 아폴로 13호의 일대기인 Lost Moon: The Perilous Voyage of Apollo 13을 타임의 기자인 제프리 클루거(Jeffrey Kluger)와 공저하였으며, 이듬해 해당 책을 기반으로 만들어진 영화 아폴로 13에도 직접 출연하였다.